# Alte Pinakothek

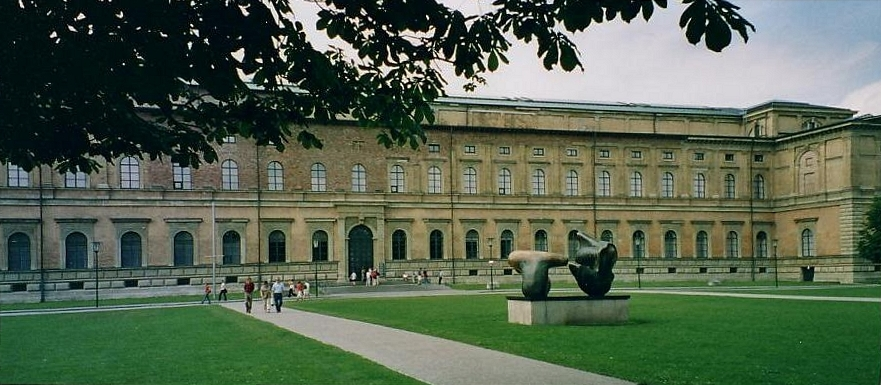
Alte Pinakothek

Alte Pinakothek ("Det gamla pinakoteket") är ett konstmuseum i München, uppfört efter ritningar av Leo von Klenze och invigt 1836. Det visar målningar av medeltida mästare, från medeltiden fram till mitten och slutet av 1700-talet och är ett av de viktigaste konstgallerierna i världen. Samlingen är en del av den Bayerska statens konstsamlingar. Museet skadades svårt under andra världskrigets bombangrepp mot staden, men återuppbyggdes 1952–57, dock ej interiört.
Museet hyser verk av bland andra Peter Paul Rubens, Anthonis van Dyck, Rafael, Leonardo da Vinci, Tizian, Tintoretto, Rembrandt, Frans Hals och Albrecht Dürer.
Mitt emot ligger det nya pinakoteket (die Neue Pinakothek) med verk från 1800-talet och början av 1900-talet. Ett tredje museum Pinakothek der Moderne kompletterar Münchens konstområde, med verk från 1900- och 2000-talet.